# Juan Alonso
Juan Adelarpe Alonso, conocido como Juanito Alonso, fue un futbolista español, nació el 13 de diciembre de 1927, en Fuenterrabía (Guipúzcoa) y falleció el 8 de septiembre de 1994, en Fuenterrabía (Guipúzcoa). 

## Trayectoria
Juan Adelarpe Alonso nació en la localidad guipuzcoana de Fuenterrabía en 1927, en el barrio de San Nicolás. Era hermano menor del también futbolista Gabriel Alonso, cuatro años mayor que él. Curiosamente estos dos hermanos no compartían apellidos al apellidarse el mayor Alonso Aristiaguirre y el menor Adelarpe Alonso. Este hecho se ha atribuido a que Gabriel nació cuando su madre estaba todavía soltera por lo que recibió los dos apellidos de esta, mientras que Juan tuvo padre legítimo.[cita requerida] Al haberse desarrollado la carrera de Gabriel antes que la de su hermano y ser este ya conocido cuando Juan debutó como profesional, el hermano menor de los dos fue conocido como "Juanito Alonso", a pesar de que este era su apellido materno y lo más normal es que se hubiera conocido como Adelarpe
Juan Alonso comenzó jugando en la playa de Fuenterrabía y en las filas del Kerizpe, un equipo local, cuya portería comenzó a defender con 15 años de edad. En su adolescencia trabajó en Irún en la construcción. Con 18 años de edad recibió una oferta para fichar como portero por el Club Deportivo Logroñés, equipo de la Tercera División cuyo marco defendió durante la temporada 46-47.  Al finalizar esa temporada realizó una prueba con el Celta de Vigo, equipo de Primera División donde había empezado a jugar su hermano Gabriel un año antes, pero su fichaje fue desestimado por el entrenador celtista, el portero Ricardo Zamora: 

"Este chico no me sirve. Nunca será portero. No, definitivamente, no le interesa al Celta".
Ricardo Zamora

Al ser llamado a filas para realizar el servicio militar obligatorio en Ferrol, Juanito Alonso obtuvo permiso de las autoridades militares para jugar en las filas del equipo local, el Racing de Ferrol que jugaba por entonces en la Segunda División. Juanito Alonso jugó en el equipo gallego durante las dos temporadas en las que le tocó cumplir el servicio militar en Ferrol, donde pudo demostrar sus cualidades, que no pasaron desapercibidas para muchos equipos.

### Real Madrid
Tras acabar el servicio militar, Juanito Alonso fichó por el Real Madrid en 1949. Su fichaje fue recomendado por José Bañón, portero titular del propio equipo madridista que se tuvo que retirar prematuramente del fútbol ese mismo año por una lesión pulmonar. Juanito Alonso llegó a priori como tercer portero del equipo por detrás de Adauto y García Martín, que ya estaban en el equipo con anterioridad.
Sin embargo, por las lesiones de los titulares, en la cuarta jornada de Liga Juanito Alonso ya tuvo su oportunidad y debutó con el Real Madrid en la Primera División Española. Le tocó hacerlo casi en su casa, ya que fue en el Estadio de Atocha de San Sebastián donde Real Sociedad y Real Madrid empataron a 1 el 25 de septiembre de 1949. Juanito Alonso se hizo con la titularidad esa misma temporada y no la abandonó durante una década, convirtiéndose en uno de los pilares del Real Madrid que ganó 5 Copas de Europa. 
Su estilo como portero se caracterizaba por su regularidad, seguridad, sobriedad y tranquilidad. Tenía buena colocación, buenos reflejos, buen despeje de puños y una gran intuición para anticiparse al adversario. No era un portero dado a exhibiciones. En su debe, su baja estatura, ya que solo medía 1m72, lo que le causó problemas en alguna ocasión. Tuvo fama de trabajador y de entrenarse concienzudamente.
Militó en el Real Madrid durante trece temporadas -1949 a 1962- donde forjó una carrera plagada de éxitos. Durante tres de esas temporadas (1951-54) compartió vestuario con su hermano mayor Gabriel, que jugaba en defensa. 
La trayectoria de Juanito Alonso no fue nada fácil en el Real Madrid ya que tuvo que luchar temporada tras temporada por el puesto de portero titular. El Real Madrid se reforzaba año tras año con nuevos fichajes en la portería, pero ninguno de sus compañeros conseguía finalmente arrebatarle el puesto de forma definitiva. Entre sus competidores se encontraron porteros como Adauto, García Martín, Greus, Cosme, Pazos,Juanito, García Pérez-Chuecos, Visa, Berasaluce o el argentino Rogelio Domínguez.
La consagración de Juanito Alonso llegó en el Mundialito de clubes de 1952 disputado en Caracas, en el que el Real Madrid se alzó con el título oficioso de mejor club del mundo. Juanito Alonso cuajó una gran actuación, con grandes paradas en el partido definitivo del torneo ante Botafogo y fue nombrado mejor jugador del torneo. A partir de entonces nadie le discutió en el puesto y fue un ídolo de la afición.
A partir de la temporada 1953-54, ya con Alfredo Di Stéfano en el Madrid, comenzaron a llegar los títulos al club, gestándose uno de los equipos más míticos de la historia del fútbol, en el que Juanito Alonso guardaba la portería. 
Con Juanito Alonso en la portería el Real Madrid ganó la Liga 1953-54. En 1954-55 repitió título de Liga y se hizo además con la Copa Latina. Esa temporada Juanito Alonso obtuvo además el único Trofeo Zamora de su carrera. Juanito Alonso volvió a conquistar el campeonato de Liga otras dos veces más, en las temporadas 1956-57, y 1957-58, el Mundialito de clubes en  1956 y la Copa Latina en 1957.
Su leyenda cobró mayor importancia sin embargo por su participación directa en las primeras Copas de Europa del Real Madrid. Juanito Alonso disputó las primeras tres finales de la Copa de Europa que ganó el Madrid. La primera final, la disputó el 13 de junio de 1956, el Real Madrid derrotó al Stade de Reims por 4-3 en París. La segunda, el 30 de junio de 1957, en el Estadio Santiago Bernabéu, y el Real Madrid derrotaba a la Fiorentina por dos goles a cero y conseguía su segunda Copa. La tercera, el 28 de mayo de 1958, en el estadio Heysel de Bruselas, y el Real Madrid vencía por 3-2 al AC Milan.
Finalmente perdió su puesto en 1959 por una rara afección pulmonar, que le impidió disputar el último tercio de la campaña 1958-59 y la que hubiera sido su cuarta final de la Copa de Europa (llegó a jugar hasta los cuartos de final de aquella edición de la Copa de Europa que fue su cuarto título de Copa de Europa). Tras su baja, Juanito Alonso estuvo prácticamente un año inactivo debido a esta dolencia, ya que aunque aparentemente no revestía nada de gravedad, no consiguió que la mutualidad deportiva le autorizara para seguir jugando.
Cuando consiguió el permiso, tras casi un año de inactividad, se volvió a lesionar en su partido de reaparición, un derby frente al Atlético de Madrid que se disputó en el Santiago Bernaubeu el 21 de febrero de 1960. Un encontronazo contra Adelardo le causó una rotura de clavícula y otra baja prolongada. Ante este hecho el Real Madrid le prolongó un año más su contrato, pero el portero vasco no volvió a disputar un partido oficial más con la camiseta blanca. Juanito Alonso ganó su quinta Copa de Europa, la primera Copa Intercontinental y la Liga 1960-61 sin participar directamente en ninguno de esos torneos.
Su último partido defendiendo la meta madridista lo jugó el día de su partido homenaje, que enfrentó al Real Madrid con el célebre River Plate de Argentina.
Juanito Alonso puso fin a su carrera oficial con el Real Madrid al finalizar la temporada 1961-62. Durante su último año  reforzó el AD Plus Ultra, equipo filial que jugaba en Segunda División.
Posteriormente hizo los cursillos de entrenador, aunque nunca ejerció profesionalmente. Entrenó a un equipo de Regional, el C.F. Pardiñas, en la década de los setenta, pero solo a modo de hobby. Tras su retirada del fútbol montó una cadena de negocios de hostelería. 
Tuvo tres hijos: Juan Sebastián Adelarpe, Dolores Adelarpe y Violeta Adelarpe. El 8 de septiembre de 1994 falleció en Fuenterrabía, la ciudad que le vio nacer.

## Internacional
Su participación con la selección española, se reduce a cinco partidos: tres con la selección B y dos con la selección A.
Con la Selección B debutó el 10 de octubre de 1955 en Madrid frente a Francia, partido que finalizó con victoria española por tres goles a uno.
Con la selección española bsoluta debutó un 15 de octubre de 1958 contra Irlanda del Norte.
En la Selección, porteros como Ignacio Eizaguirre, Carmelo o Ramallets le frenaron el camino a la titularidad. Tan sólo jugó con España dos veces, sendos amistosos ante Irlanda del Norte e Italia en 1958 y 1959.

## Clubes
| Club          | País   | Año       |
| ------------- | ------ | --------- |
| Kerizpe       |        |           |
| CD Logroñés   | España | 1946-1947 |
| RC Ferrol     | España | 1947-1949 |
| Real Madrid   | España | 1949-1961 |
| AD Plus Ultra | España | 1962-1963 |

## Palmarés

### Campeonatos nacionales
| Título             | Club              | País   | Año  |
| ------------------ | ----------------- | ------ | ---- |
| Campeonato de Liga | Real Madrid C. F. | España | 1954 |
| Campeonato de Liga | Real Madrid C. F. | España | 1955 |
| Campeonato de Liga | Real Madrid C. F. | España | 1957 |
| Campeonato de Liga | Real Madrid C. F. | España | 1958 |
| Campeonato de Liga | Real Madrid C. F. | España | 1961 |

### Campeonatos internacionales
| Título                | Club              | Sede      | Año  |
| --------------------- | ----------------- | --------- | ---- |
| Copa Latina           | Real Madrid C. F. | París     | 1955 |
| Copa de Europa        | Real Madrid C. F. | París     | 1956 |
| Copa de Europa        | Real Madrid C. F. | Madrid    | 1957 |
| Copa Latina           | Real Madrid C. F. | Madrid    | 1957 |
| Copa de Europa        | Real Madrid C. F. | Bruselas  | 1958 |
| Copa de Europa        | Real Madrid C. F. | Stuttgart | 1959 |
| Copa de Europa        | Real Madrid C. F. | Glasgow   | 1960 |
| Copa Intercontinental | Real Madrid C. F. | Madrid    | 1960 |